# Psychrophrynella iani
Psychrophrynella iani är en groddjursart som först beskrevs av De la Riva, Reichle och Cortéz in De la Riva 2007.  Psychrophrynella iani ingår i släktet Psychrophrynella och familjen Strabomantidae. IUCN kategoriserar arten globalt som otillräckligt studerad. Inga underarter finns listade i Catalogue of Life.